# Buch (Heubach)
Buch ist ein Ortsteil von Heubach im Ostalbkreis in Baden-Württemberg.

## Beschreibung
Der Ort liegt etwa zwei Kilometer nordwestlich des historischen Stadtkerns von Heubach.
Im Untergrund liegt Jura (Opalinuston-Formation). Naturräumlich liegt der Ort im Albuchvorland, genauer auf den Liasplatten über Rems und Lein.
Durch den Ort fließt der südlich am Albrand entspringende Krümmlingsbach, der in die Rems mündet.

## Geschichte
Der Ort, der 1362 als „Buch an den Bergen“ urkundlich erwähnt wurde, gehörte im Mittelalter überwiegend zum Besitz der Herren von Rechberg. Die Geschichte Buchs ist eng mit der Herrschaft Bargau sowie der Stadt Schwäbisch Gmünd verbunden.
Im Jahr 1362 verkauften die Brüder von Rechberg-Gröningen ein Gut in Buch an Gmünder Bürger. Teile des Besitzes gingen später an das Augustinerkloster in Gmünd, darunter ein Gut, das 1356 von einem Steinhauser an das Kloster veräußert wurde. Weitere Güter kamen im Laufe des 15. und 16. Jahrhunderts durch Verkäufe von verschiedenen Adelsfamilien, darunter die von Winkenthal, Fuchs und Horkheim, an das Kloster und das Spital in Schwäbisch Gmünd.
1528 erließen die Grundherren Rechberg, Woellwarth zu Lauterburg und Schwäbisch Gmünd eine Gemeindeordnung, die unter anderem Regelungen zu Gemeindeverwaltung, Wegen und Freveltaten festlegte. Mit der Übernahme der rechbergischen Herrschaft Bargau durch Schwäbisch Gmünd 1544 wurden auch Teile des Besitzes in Buch von der Stadt übernommen. In einem Vergleich mit Württemberg wurde ein Drittel der Obrigkeit über Buch an Württemberg übertragen.
Im Jahr 1803 fiel Buch im Zuge der Mediatisierung an das Königreich Württemberg.